# Priego
Priego è un comune spagnolo di 1 014 abitanti situato nella comunità autonoma di Castiglia-La Mancia.